# Sergentomyia sibylas
Sergentomyia sibylas är en tvåvingeart som först beskrevs av Quate 1967.  Sergentomyia sibylas ingår i släktet Sergentomyia och familjen fjärilsmyggor. Inga underarter finns listade i Catalogue of Life.